# Жамсуев, Баир Баясхаланович
Баи́р Баясхала́нович Жамсу́ев (бур.  Жамсуев Баясхаланай Баяр; род. 29 января 1959) — российский государственный деятель, заместитель председателя Комитета Совета Федерации по международным делам, сенатор Российской Федерации. Последний Глава администрации Агинского Бурятского автономного округа (5 марта 1997 — 1 марта 2008). Член Государственного Совета Российской Федерации (2001—2008). Член Президиума Государственного Совета Российской Федерации (2006—2007).
Из-за поддержки России во время российско-украинской войны находится под персональными международными санкциями разных стран.

## Биография
Родился 29 января 1959 года в селе Агинское Читинской области РСФСР (ныне Забайкальский край).

### Образование
В 1980 году окончил Читинский государственный педагогический институт им. Н. Г. Чернышевского по специальности «учитель истории и обществоведения» и военную кафедру при нём.
В 1993 году окончил Российскую академию управления (г. Москва) по специальности правоведение, квалификация «юрист, эксперт — советник по государственному управлению».
В 1999 году решением диссертационного совета Российской академии государственной службы при Президенте Российской Федерации присуждена учёная степень «кандидат политических наук».

### Комсомольская, партийная и советская карьера
После окончания института с 1980 года по 1981 год работал учителем истории и обществоведения Улан-Одонской средней школы села Ортуй Могойтуйского района Читинской области.
10.1981—12.1985 гг. — Инструктор, а затем заместитель заведующего отделом спортивной и оборонно-массовой работы Читинского обкома ВЛКСМ.
12.1985—09.1986 гг. — Второй секретарь Агинского Бурятского окружкома ВЛКСМ.
09.1986—10.1988 гг. — Первый секретарь Агинского Бурятского окружкома ВЛКСМ.
10.1988—10.1990 гг. — Второй секретарь Читинского обкома ВЛКСМ (избран на альтернативной основе).
10.1990—07.1991 гг. — Второй секретарь Агинского Бурятского окружкома КПСС (избран на альтернативной основе).
07.1991—12.1993 гг. — Постоянный представитель Агинского Бурятского автономного округа при Правительстве Российской Федерации.

### Государственная Дума
12.1993—02.1997 гг. — Депутат Государственной Думы Федерального Собрания Российской Федерации первого созыва. Председатель Комитета Государственной Думы по делам национальностей. С января 1994 года входил в депутатскую группу «Новая региональная политика».
12. 1995 — 02.1997 гг — Депутат Государственной Думы РФ второго созыва. Заместитель председателя Комитета Государственной Думы по делам национальностей. Председатель Комиссии Государственной Думы ФС РФ по содействию в преодолении последствий осетино-ингушского конфликта.

### Администрация Агинского Бурятского автономного округа
02.1997—03.2008 гг. — в феврале 1997 года избран Главой администрации Агинского Бурятского автономного округа. 29 октября 2000 года вновь переизбран в этой должности, набрав почти 90 % голосов избирателей, участвовавших в голосовании. 7 сентября 2005 года Президент России Владимир Путин внёс кандидатуру Б. Б. Жамсуева для наделения его полномочиями главы администрации округа, а 15 сентября 2005 года Агинская Бурятская окружная Дума утвердила Б. Б. Жамсуева главой администрации округа. Полномочия были прекращены после объединения Агинского Бурятского автономного округа и Читинской области в Забайкальский край. С 1997 года по февраль 2001 года, как руководитель региона, входил в Совет Федерации Федерального Собрания РФ, был членом Комитета по делам Федерации, Федеративному договору и региональной политике.
С 2001 года по 2008 год член Государственного совета Российской Федерации
С 29 сентября 2006 по 16 марта 2007 — член президиума Государственного совета Российской Федерации.
Внес значительный вклад в социально-экономическое развитие Агинского Бурятского автономного округа, создал в регионе инновационную модель управления, обеспечившую инвестиционную привлекательность производственной сферы, социальную ориентированность рыночной экономики, результативное взаимодействие с общественными и религиозными структурами, всесторонний расцвет духовно-нравственной культуры Агинского округа

### Администрация Президента Российской Федерации
03.2008—02.2010 гг. — помощник Руководителя Администрации Президента РФ, член консультативной комиссии Государственного Совета Российской Федерации.
02.2010—08.2013 гг. — Главный федеральный инспектор по Забайкальскому краю аппарата полномочного представителя Президента Российской Федерации в Сибирском федеральном округе, руководитель приёмной Президента Российской Федерации в Забайкальском крае, представитель Президента Российской Федерации в квалификационной коллегии судей Забайкальского края.

### Совет Федерации
Представитель Забайкальского края в Совете Федерации от исполнительного органа государственной власти с 2013 года.
19 сентября 2019 года губернатор Забайкальского края Александр Осипов своим постановлением продлил полномочия Б. Б. Жамсуева в Совете Федерации, а 25 декабря 2019 года был назначен заместителем председателя Комитета Совета Федерации по международным делам Константина Косачева. Ранее сенатор занимал должность заместителя председателя Комитета Совета Федерации по обороне и безопасности. Является заместителем председателя Совета по вопросам развития Дальнего Востока и Байкальского региона при Совете Федерации. После выборов 2024 года и переизбрания губернатором Забайкальского края Александра Осипова был снова внесён в Совет Федерации от Забайкальского края, а 25 сентября 2024 года был повторно внесён в Комитет Совета Федерации по международным делам.

## Чины и звания
Воинское звание — полковник. Действительный государственный советник Российской Федерации 3 класса.

## Международные санкции
Из-за поддержки российской агрессии и нарушения территориальной целостности Украины во время российско-украинской войны находится под персональными международными санкциями разных стран.
9 марта 2022 года, на фоне вторжения России на Украину, внесён в санкционный список всех стран Европейского союза так как он голосовал за ратификацию договоров о дружбе с самопровозглашёнными ЛНР и ДНР.
24 марта 2022 года внесён в санкционный список Канады «соратников режима» за «содействие в нарушения суверенитета и территориальной целостности Украины»
30 сентября 2022 года внесён санкционный список Соединенных Штатов Америки «за аннексию Путиным регионов Украины» и одобрения закона о фейках. Государственный департамент отмечает что сенаторы  «проголосовали за одобрение просьбы Путина о вводе войск в Украину, что послужило неоправданным предлогом для полномасштабного вторжения России в Украину».
По аналогичным основаниям, с 15 марта 2022 года находится под санкциями Великобритании. С 16 марта 2022 года находится под санкциями Швейцарии. С 21 апреля 2022 года находится под санкциями Австралии. Указом президента Украины Владимира Зеленского от 7 сентября 2022 находится под санкциями Украины. С 3 мая 2022 года находится под санкциями Новой Зеландии.

## Доход и имущество
За 2021 год официальный доход − 6 324 506,25 руб.

## Награды
Государственные награды РФ:
- Орден «За заслуги перед Отечеством» IV степени (27 апреля 2023) — за большой вклад в развитие парламентаризма, активную законотворческую деятельность и многолетнюю добросовестную работу[10].
- Орден Александра Невского (25 января 2017) — за большой вклад в развитие российского парламентаризма и активную законотворческую деятельность[11].
- Орден Почёта (2007) — за заслуги перед государством и многолетнюю плодотворную деятельность;
- Орден Дружбы (1999) — за большой вклад в социально-экономическое развитие округа, укрепление дружбы и сотрудничества между народами;
- Медаль «За отличие в охране государственной границы» (2005)
- Медаль «В память 850-летия Москвы» (1997)
- Медаль «За заслуги в проведении Всероссийской переписи населения» (2002)

Поощрения Правительства Российской Федерации и Федерального Собрания Российской Федерации:
- Почётная грамота Правительства Российской Федерации[12] (2016) — за активное участие в законотворческой деятельности и развитие парламентаризма;
- Почётная грамота Государственной Думы ФС РФ (1997);
- Почётная грамота Совета Федерации ФС РФ (2001);
- Почетный знак Государственной Думы Федерального Собрания Российской Федерации "За заслуги в развитии парламентаризма (2008);

Награды субъектов Российской Федерации:
- Почётный гражданин Агинского Бурятского автономного округа
- Почётный гражданин Читинской области
- Почётный гражданин Усть-Ордынского Бурятского автономного округа
- Медаль «За заслуги перед Республикой Бурятия» (2016);
- Медаль «За укрепление дружбы народов» (2018) Забайкальский край;
- Памятная медаль «200 лет Агинскому дацану» (2011) — за усердие в укреплении буддизма[13];

Ведомственные награды:
- Медаль «За укрепление боевого содружества» (Минобороны России);
- Медаль «200 лет Министерству обороны» (Минобороны России);
- Медаль «Участнику военной операции в Сирии» (Минобороны России);
- Медаль «200 лет МВД России» (МВД РФ);
- Медаль «За вклад в развитие агропромышленного комплекса» (Минсельхоз России)
- Медаль «За содействие» (Следственный Комитет России);
- Почетный работник общего образования Российской Федерации;
- Почетный строитель России;
- Нагрудный знак МЧС России «За Заслуги»;

Иностранные награды:
- Орден «Полярная звезда» (Монголия, 2006) — за вклад в укрепление дружбы и сотрудничества между Российской Федерацией и Монголией;
- Орден Трудового Красного Знамени (Монголия, 2014) — за большой вклад укрепление дружбы и сотрудничества между Монголией и Российской Федерацией;
- Медаль «800-летие образования Великого монгольского государства» (Монголия, 2005) за большой вклад в развитие сотрудничества приграничных территорий Монголии и России;

Конфессиональные награды:
- Орден Святого Благоверного князя Даниила Московского Русской Православной церкви (2005) — за труды по восстановлению Свято-Никольского храма (п. Агинское);

Общественные награды:
- Императорский Военный Орден Святителя Николая Чудотворца.

## Семья
Женат, два сына, два внука и три внучки.